# دونالد گینزبرگ
 دونالد گینزبرگ (انگلیسی: Donald Ginsberg؛ زاده ۱۹ نوامبر ۱۹۳۳ درگذشته ۷ مه ۲۰۰۷) یک فیزیک‌دان اهل ایالات متحده آمریکا بود.